# Турищев, Олег Николаевич
Олег Николаевич Турищев (род. 6 ноября 1971) — советский и российский футболист, защитник.
Воспитанник футбольной школы «Трудовые резервы» Адлер. В 1990—1991 годах играл в чемпионате Белорусской ССР за команду «Строитель» Старые Дороги. В 1992 году выступал за этот клуб в первых двух чемпионатах Беларуси. В 1993 году провёл 8 матчей за клуб второй российской лиги «Венец» Гулькевичи, после чего завершил профессиональную карьеру.